# 12609 Apollodoros
A 12609 Apollodoros (ideiglenes jelöléssel 2155 P-L) a Naprendszer kisbolygóövében található aszteroida. Cornelis Johannes van Houten,  Ingrid van Houten-Groeneveld és Tom Gehrels fedezte fel 1960. szeptember 24-én.